# Schloss Eisenhofen

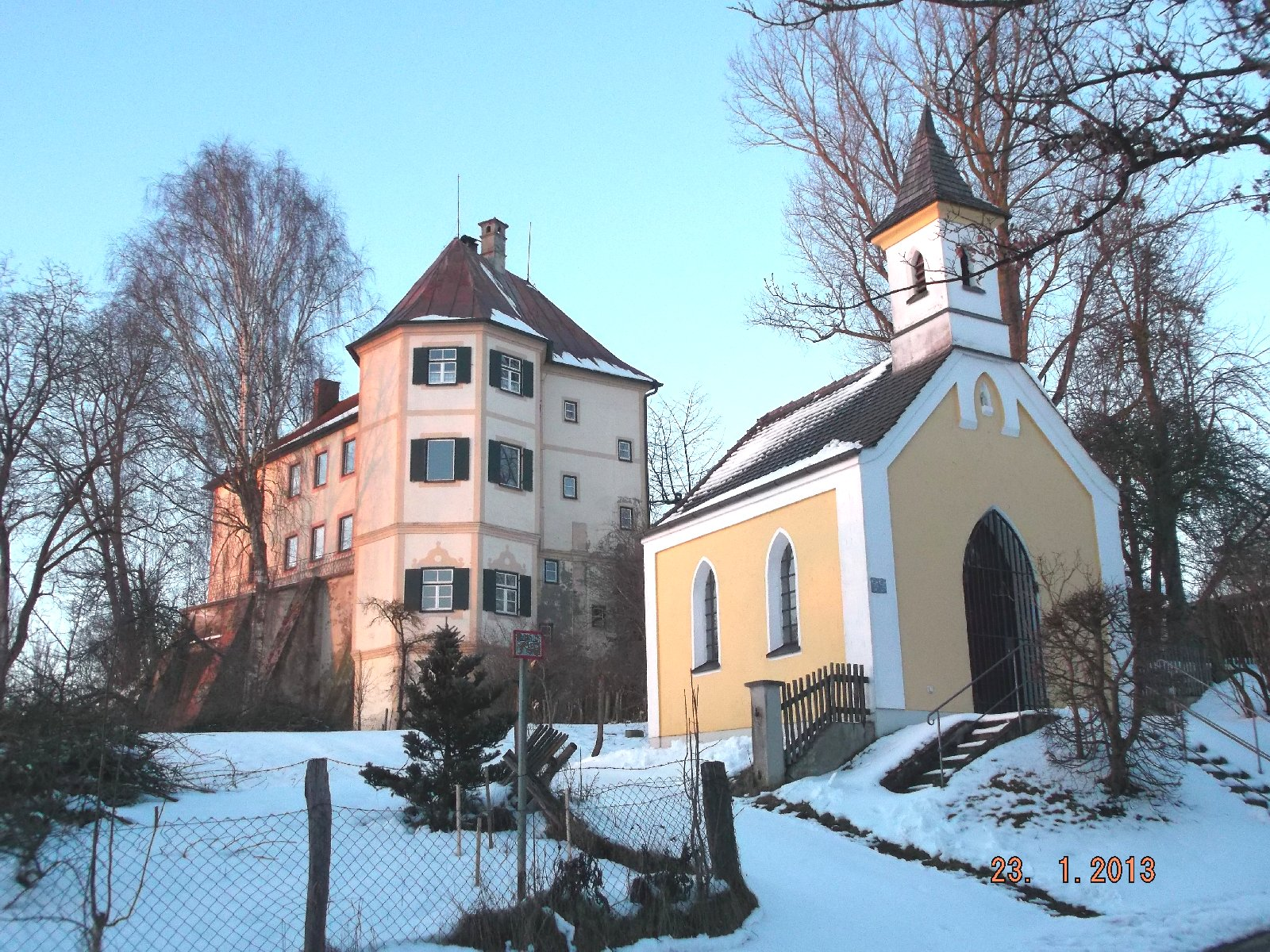
Schloss Eisenhofen mit Marienkapelle (2013)

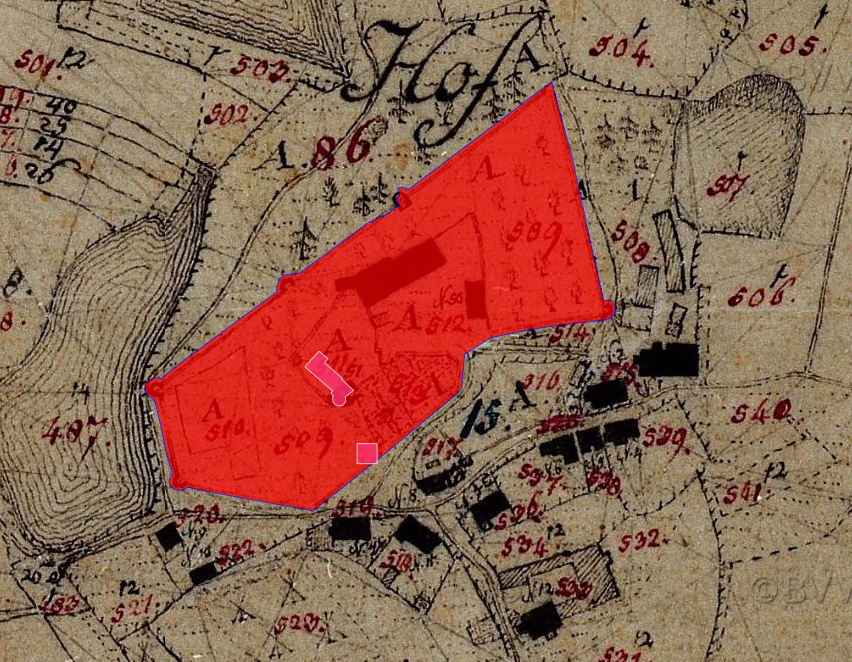
Lageplan von Schloss Eisenhofen auf dem Urkataster von Bayern

Das Schloss Eisenhofen ist ein Schloss in Hof, einem Gemeindeteil der Gemeinde Erdweg im Landkreis Dachau in Bayern. Die Anlage ist unter der Aktennummer D-1-74-118-22 als Baudenkmal von Hof verzeichnet. „Untertägige mittelalterliche und frühneuzeitliche Befunde im Bereich des ehem. Hofmarkschlosses Eisenhofen in Hof und seiner Vorgängerbauten“ werden zudem als Bodendenkmal unter der Aktennummer D-1-7633-0140 geführt.

## Geschichte

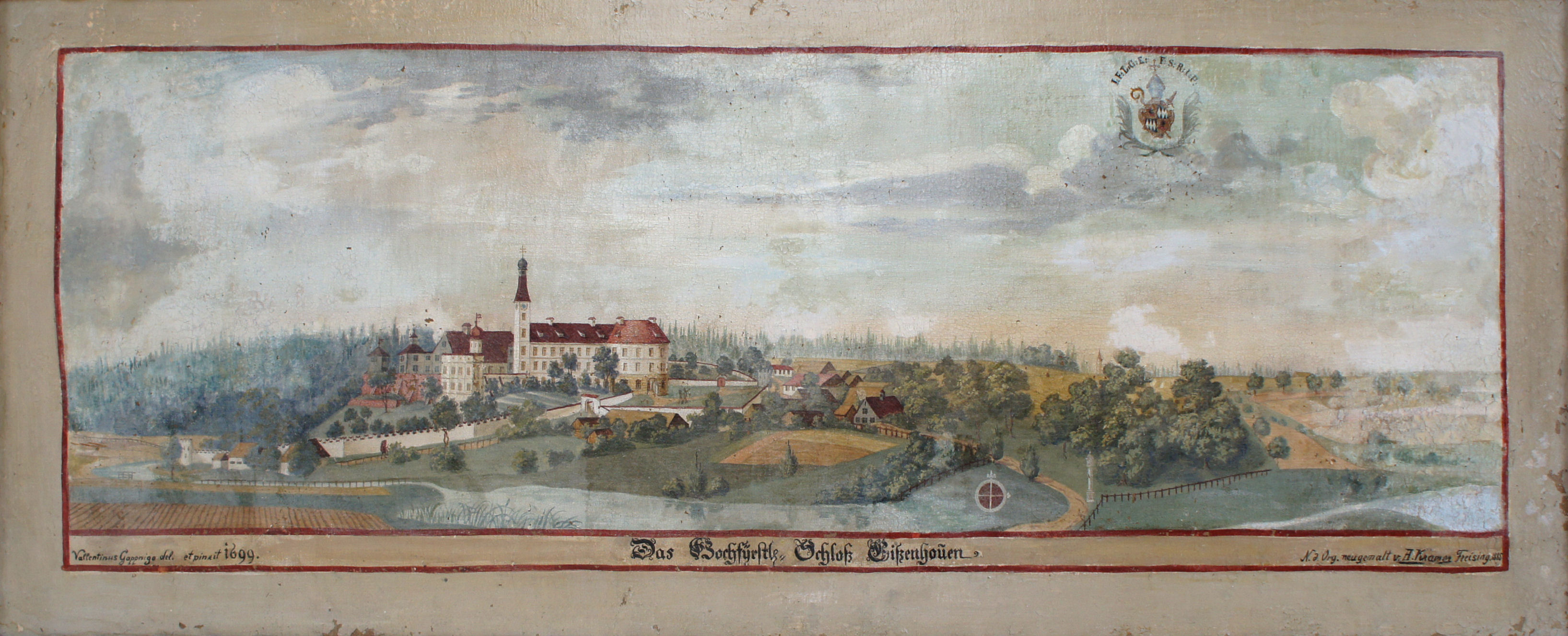
Gemälde im Fürstengang Freising von Valentin Gappnigg

Schloss Eisenhofen auf einem Stich von Michael Wening (um 1726)

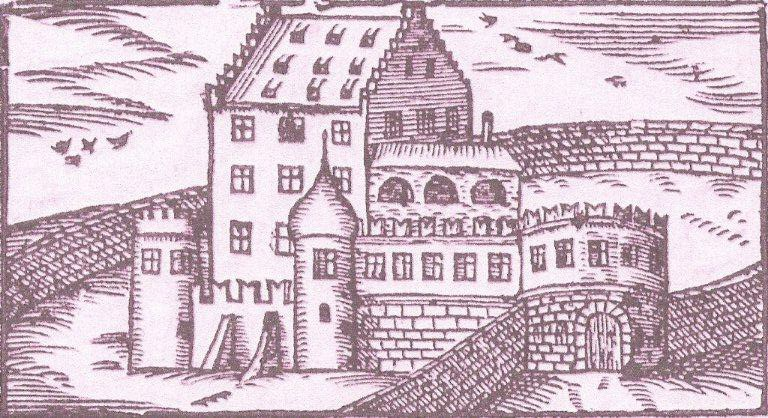
Schloss Eisenhofen im 16. Jahrhundert

Das ehemalige Hofmark-Schloss Hof war ab dem 11. Jahrhundert Sitz der Eisenhofer, die sich nach dem Schloss benannten (Wiguleus Hund, 1585). 1506 kam es in den Besitz von Dietrich von Plieningen. 1520 kaufte Leonhard von Eck (Ratgeber des bayerischen Herzogs Wilhelm IV.) den Besitz Eisenhofen mit dem Schloss. Als sein einziger Sohn Oswald von Eck Protestant wurde, geriet dieser in Schulden und musste das Schloss verkaufen. 1622 übernahmen es die Freisinger Bischöfe unter Veit Adam von Gepeckh. Nachdem das Schloss im Dreißigjährigen Krieg von den Schweden zerstört worden war, baute es Bischof Johannes Franziskus wieder auf. Bis zur Säkularisation (1803) hatten die Bischöfe hier ihre Sommerresidenz. 1803 hat man den Westflügel abgebrochen. Später wurde das Schloss als Volksschule genutzt; Johannes Neuhäusler und Josef Grahamer gingen zum Beispiel dort zur Schule. Heute befindet sich das Schloss in Privatbesitz.
Die südwestlich von Eisenhofen gelegene Burg Glaneck gehörte nicht zum Herrschaftsbesitz der Eisenhofer.

## Beschreibung
Das Schloss erhebt sich auf einer schwachen Erhebung im Weiler Hof nördlich Eisenhofen. Der dreigeschossige Bau erhebt sich über einem hohen Sockel. Der Ostflügel besitzt einen Erkerturm mit Walmdach; dieser Bauteil stammt aus dem 17. Jahrhundert; der Mittelteil und der Westflügel wurden nach 1860 errichtet. Das im Dreißigjährigen Krieg zerstörte Schloss wurde zwischen 1698 und 1718 wieder aufgebaut. Anfang des 18. Jahrhunderts wurde auch die Schlosskapelle St. Corbinian errichtet.